# Milena Agus
Milena Agus (Genova, 1959) è una scrittrice e docente italiana.

## Biografia
Nata a Genova da genitori sardi, vive a Cagliari, dove ha insegnato italiano e storia.
Il suo primo romanzo, Mentre dorme il pescecane (Nottetempo, 2005) ha avuto due ristampe in pochi mesi, ma è stato Mal di pietre il libro che l'ha rivelata al grande pubblico (tradotto in cinque lingue, è stato in testa alle classifiche in Francia, dove è stata promossa a notorietà internazionale). Mal di pietre è stato finalista al premio Strega, al premio Campiello e al premio Stresa di Narrativa.
Sempre di Mal di pietre, nel 2016 la regista francese Nicole Garcia ne ha curato l'adattamento cinematografico, scegliendo l'attrice Marion Cotillard come protagonista.
È un'esponente della Nuova letteratura sarda.

## Opere principali
- Mentre dorme il pescecane, Roma, Nottetempo, 2005
  - (FR) Quand le requin dort, trad. Françoise Brun, éd. Liana Levi, 2010
- Mal di pietre, Roma, Nottetempo, 2006
  - (FR)  Mal de pierres, Éditions Liana Levi, 2007
- Perché scrivere, Roma, Nottetempo, 2007
- Scrivere è una tana. La Sardegna pure, in AA. VV. (a cura di Giulio Angioni), Cartas de logu: scrittori sardi allo specchio, Cagliari, CUEC, 2007
- Il vicino, Cagliari, Tiligù, 2008
  - (FR)  Mon voisin, trad. Françoise Brun, éd. Liana Levi, 2008
- Ali di babbo, Roma, Nottetempo, 2008
  - (FR)  Battement d'ailes, trad. Dominique Vittoz, éd. Liana Levi, 2008
- La contessa di ricotta, Roma, Nottetempo, 2009
  - (FR)  La Comtesse de Ricotta, traduit par Françoise Brun, éd. Liana Levi, 2012
- Nascosto al giorno. Il piacere di leggere e di scrivere, (con Ettore Cannas), Cagliari, Tiligù, 2010
- Sottosopra, Roma, Nottetempo, 2011
  - (FR) Sens dessus dessous, traduit par Marianne Faurobert, éd. Liana Levi, 2016
- Guardati dalla mia fame (con Luciana Castellina), Nottetempo, 2014
  - (FR)  Prends garde, avec Luciana Castellina, traduit par Marianne Faurobert et Marguerite Pozzoli, Éditions Liana Levi, 2015
- Terre promesse, Nottetempo, 2017
  - (FR)  Terres promises, trad. de l'italien par Marianne Faurobert, Éditions Liana Levi, 2018, ISBN 979-1034-9000-77.
- Un tempo gentile, Nottetempo, 2020

## Premi
- Premio Junturas 2004, con Mal di pietre[4]
- Premio Relay («roman d'évasion») in Francia[5]
- Premio Forte Village 2007[6]
- Premio Selezione Campiello, dei giurati 2007[7]
- Premio Santa Marinella 2007
- Premio Elsa Morante 2007[8]
- Premio Mediterraneo per stranieri 2015, per la traduzione in francese Prends garde.[9]